# Habrotrocha maculata
Habrotrocha maculata är en hjuldjursart som beskrevs av Murray 1911. Habrotrocha maculata ingår i släktet Habrotrocha och familjen Habrotrochidae. Inga underarter finns listade i Catalogue of Life.